# West Melbourne
West Melbourne – miasto w Stanach Zjednoczonych, w stanie Floryda, w hrabstwie Brevard.